# Paul Pfeiffer (Chemiker)

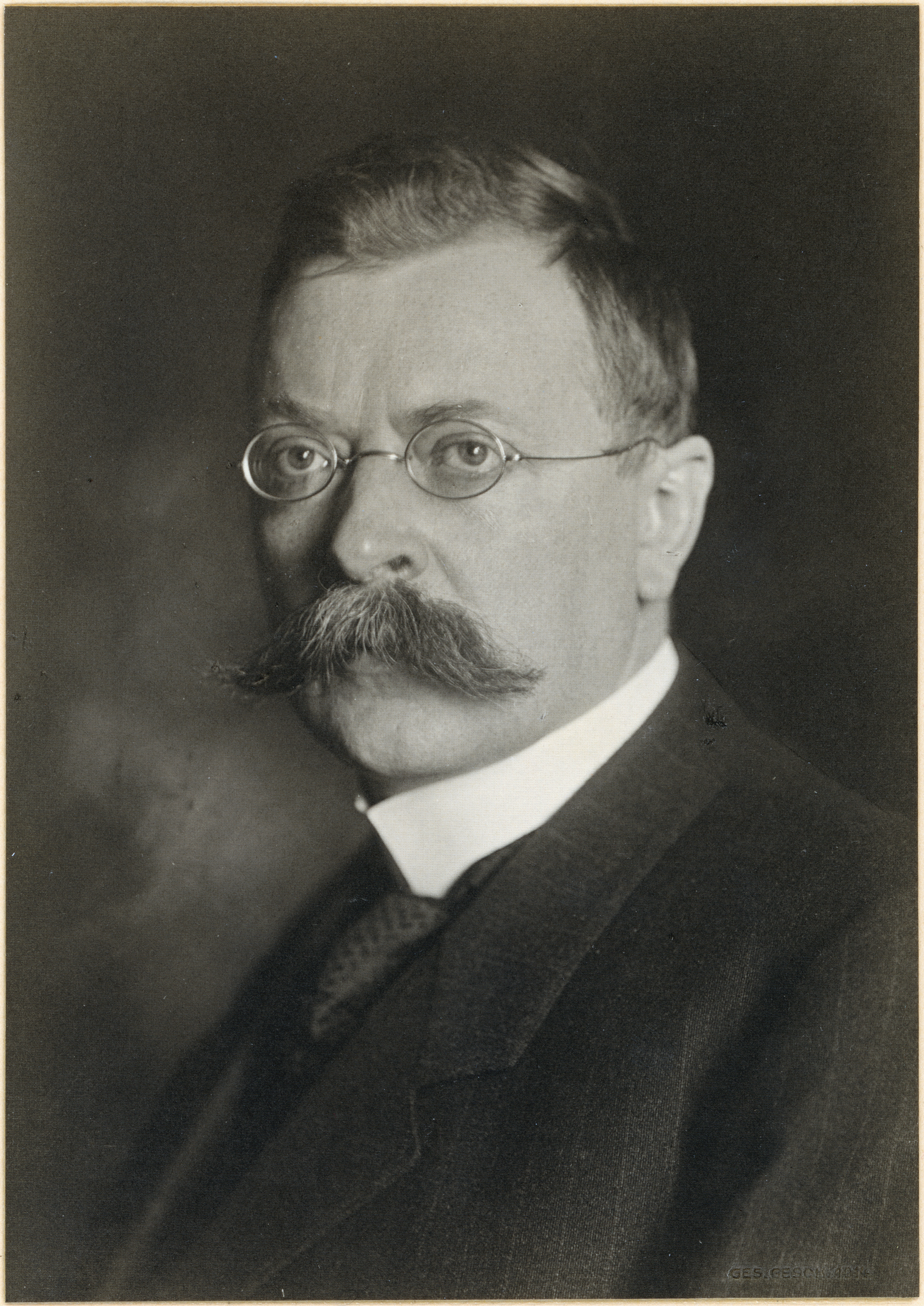
Paul Pfeiffer, um 1914

Paul Pfeiffer (* 21. April 1875 in Elberfeld (heute Stadtteil von Wuppertal); † 4. März 1951 in Bonn) war ein deutscher Chemiker.

## Leben
Als Sohn des Bandfabrikanten Hermann Pfeiffer und Emilie, geb. Willmud, studierte er ab 1893 an der Universität Bonn und ab dem folgenden Jahr an der Universität Zürich bei Alfred Werner. Er wurde 1898 bei Werner promoviert und arbeitete als dessen Assistent. 1899 unternahm er noch weitergehende Studien bei Wilhelm Ostwald in Leipzig und bei Arthur Hantzsch in Würzburg. 1900 ging er wieder nach Zürich, wo er im Folgejahr nach der Habilitation Privatdozent an der Universität wurde und seine Cousine Julie Hüttenhoff heiratete. 1908 wurde er außerordentlicher Professor für theoretische Chemie und 1914 Dekan. Im gleichen Jahr wurde Franz Wittka sein Assistent.
1916 forderte Adolf Heydweiller (1856–1926) ihn auf, sich in Rostock zu bewerben, und 1919 wurde er als ordentlicher Professor an die Universität Rostock berufen. 1919 wechselte er als Nachfolger von Carl Engler an die TH Karlsruhe und 1922, als Nachfolger von Richard Anschütz, an die Universität Bonn, wo er 1947 emeritiert wurde. 1931/32 amtierte er als Rektor der Universität. Im Jahr 1925 wurde er zum Mitglied der Leopoldina gewählt.

## Werk
Pfeiffer befasste sich als Schüler von Werner mit Komplexchemie und seine Untersuchung von Chromkomplexen in seiner Dissertation (mit Aufteilung in optisch aktive Enantiomere) trug zur Durchsetzung der Theorie der Komplexverbindungen (Koordinationslehre) seines Lehrers Werner bei, für die dieser den Nobelpreis erhielt. Er wandte sie auch auf Kristallstrukturen an, auf Hydroxokomplexe von Schwermetallen und Salzbildung von Komplexen sowie in der Biochemie. Bekannt sind auch seine Forschungen über das Verhalten von Aminosäuren gegenüber Neutralsalzen ab 1912. 1927 untersuchte er Clathrate. Er forschte auch über Halochromie und Komplexverbindungen mit Farbstoff-Eigenschaften. Nach ihm ist der Pfeiffer-Effekt benannt, nach dem das Vorliegen einer optisch aktiven Substanz das optische Verhalten einer als Racemat vorliegender zweiten Substanz beeinflusst. Normalerweise gibt es im Racemat keine Drehung der Polarisationsebene, was aber durch zusätzliche optisch aktive Substanzen geändert werden kann, die die als Racemat vorliegende Substanz beeinflussen.
Er war Mitherausgeber des Journals für praktische Chemie. 1925 verlieh ihm die TH Karlsruhe und 1943 die Universität Bonn die Ehrendoktorwürde.

## Veröffentlichungen
- Paul Pfeiffer: Die Kristalle als Molekülverbindungen. In: Zeitschrift für anorganische und allgemeine Chemie. Band 92, Nr. 1, 1915, S. 376–380, doi:10.1002/zaac.19150920126.
- Paul Pfeiffer: Organische Molekülverbindungen (Chemie in Einzeldarstellungen; Band 11). Verlag F. Enke, Stuttgart, 1922.
- Paul Pfeiffer: Die Bedeutung der Koordinationslehre für die organische und physiologische Chemie. In: Naturwissenschaften. Band 14, Nr. 48–49, 1926, S. 1100–1108, doi:10.1007/BF01451726.
- Paul Pfeiffer, Kurt Quehl: Aktivierung von Komplexsalzen in wäßriger Lösung. In: Berichte der deutschen chemischen Gesellschaft (A and B Series). Band 65, Nr. 4, 1932, S. 560–565, doi:10.1002/cber.19320650410.